# Kommunalwahlen in Litauen 2007
Die Gemeinderatswahlen in Litauen 2007 waren Kommunalwahlen, die am 25. Februar 2007 in Litauen stattfanden. Dabei nahmen insgesamt 24 Parteien teil. 13.000 Kandidaten wurden in die Wahllisten in den Gemeinden eingetragen. Stimmberechtigte Wähler (2.692.074) konnten von 7 bis 22 Uhr ihre Stimmen abgeben. Insgesamt gab es 2028 Wahlbezirke. Bis 10.00 Uhr stimmten   4,3 % Wähler. Die linke LSDP bekam 302 Sitze, die konservative Partei Tėvynės sąjunga (TS-LKD) 256 Sitze, die liberale Partei Liberalų ir centro sąjunga (LCS) 182 Sitze, die liberaldemokratische Partei Tvarka ir teisingumas 181 Sitze, Lietuvos valstiečių liaudininkų sąjunga 141 Sitze und Darbo partija 111 Sitze.